# Ford GPA
opFord GPA – pływający samochód osobowo-terenowy, konstrukcji amerykańskiej, z okresu II wojny światowej.
W oznaczeniu pojazdu kolejne litery odnosiły się do:
- G – odnosiło się do zamówienia rządowego (ang. government – rząd);
- P – pojazd marki Ford o rozstawie osi rzędu osiemdziesięciu cali;
- A – pojazd pływający (ang. amphibian).

## Historia

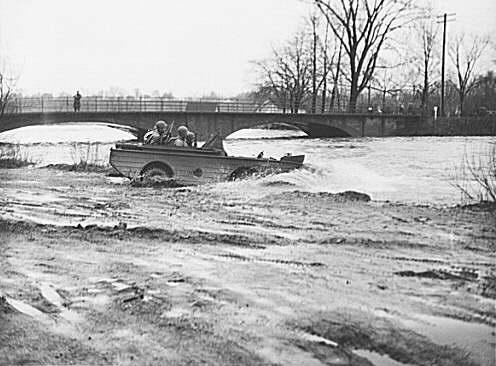
Próby pojazdu w okolicach Detroit

Już przed przystąpieniem USA do II wojny światowej, dowództwo armii amerykańskiej planowało jej udział w walkach. Planowano m.in. dokonanie, w połowie roku 1942, serii operacji desantowych w basenie Morza Śródziemnego. W tym celu Narodowy Komitet Obrony zgłosił w kwietniu 1941 roku, zapotrzebowanie na lekką czterokołową amfibię. Pojazd otrzymał oficjalne oznaczenie QMC-4 1/4-Ton Truck Light Amphibian. Miał on mieć masę nieprzekraczającą 1200 kg. W lipcu 1941, produkująca łodzie firma Sparkman & Stephens, otrzymała zlecenie na przygotowanie szkiców nadwozia. Kooperujące z nią zakłady Marmon-Herrington trzy miesiące później przedstawiły projekt gotowego pojazdu. Jego współautorem był pomysłodawca amfibii DUKW – Roderick Stephens Junior. Koncepcja pojazdu została zaakceptowana przez przedstawicieli armii. Zasugerowali oni jednak, ze podstawą konstrukcji samochodu powinien być, wchodzący właśnie do produkcji, Willys MA. W grudniu 1941 roku, do projektu dołączyła firma Ford Motor Company. Już 2 lutego 1942 przedstawiła ona prototyp pojazdu opartego na konstrukcji samochodu Ford GPW. Pomyślnie przeszedł on próby pływania na rzece Detroit. Zakłady Marmon-Harrington swój prototyp pojazdu QMC-5, przedstawiły dopiero miesiąc później. Z prób porównawczych, zwycięsko wyszedł samochód marki Ford. Okazał się on o 180 kg lżejszy od konkurenta. Postanowiono jednak połączyć elementy obu konstrukcji. Z odrzuconego pojazdu, wykorzystany został kształt oraz metody łączenia elementów nadwozia.
11 kwietnia 1942 podjęto decyzję o podjęciu produkcji seryjnej samochodu Ford GPA. Jednocześnie zamówiono 5000 jego egzemplarzy. Niedługo później, zamówienie powiększono do 7896 sztuk.
Produkcję trapiły problemy technologiczne. Wytwarzanie pierwszej serii rozpoczęto dopiero w październiku 1942. Kolejne ukończono do połowy maja 1943. Ostatecznie, z powodu nikłego zainteresowania ze strony Armii Stanów Zjednoczonych, produkcja została wstrzymana 30 czerwca 1943.

## Służba
Debiut bojowy nowych pojazdów nastąpił, w listopadzie 1942 roku, w czasie operacji Torch. Nie musiały one tam jednak wykorzystywać swojego podstawowego atutu – możliwości pływania. Zjechały z okrętów desantowych, tak jak inne pojazdy.
Szybko wyszły na jaw wady konstrukcyjne, wynikające z pośpiesznego wdrożenia do produkcji. Samochody ulegały częstym awariom. Poza tym okazały się zbyt ciężkie. Miało to wpływ na ich manewrowość, a także bezpieczeństwo załogi. Ich zanurzenie, w czasie pływania, groziło zalaniem i zatonięciem. Ograniczona była też ich ładowność. Podjęto więc decyzję o przekazaniu, większości wyprodukowanych pojazdów, armiom sojuszniczym.
Największym zagranicznym odbiorcą samochodów Ford GPA był Związek Radziecki. Wyeksportowano tam 3520 egzemplarzy. W 1944 uruchomiono tam nawet licencyjną produkcję pod oznaczeniem GAZ 011. Na ich podstawie, po wojnie, wdrożono do produkcji samochody GAZ-46. W Armii Czerwonej wozy te znalazły się na wyposażeniu oddziałów rozpoznawczych oraz saperskich oddziałów szturmowych. Wzięły one udział m.in. w forsowaniu Wisły i Odry.

## Ford GPA w mediach
Zrekonstruowane (powiększone o 10%) pojazdy wystąpiły w filmie Indiana Jones i Królestwo Kryształowej Czaszki.

## Użytkownicy
Eksport samochodów Ford GPA:
- ZSRR – 3520
- Wielka Brytania – 852
- Chiny – 40
- Francja – 24
- Kanada – 22
- kraje Ameryki Południowej – 22
- inne kraje – 6